# Zhou Chengzhou

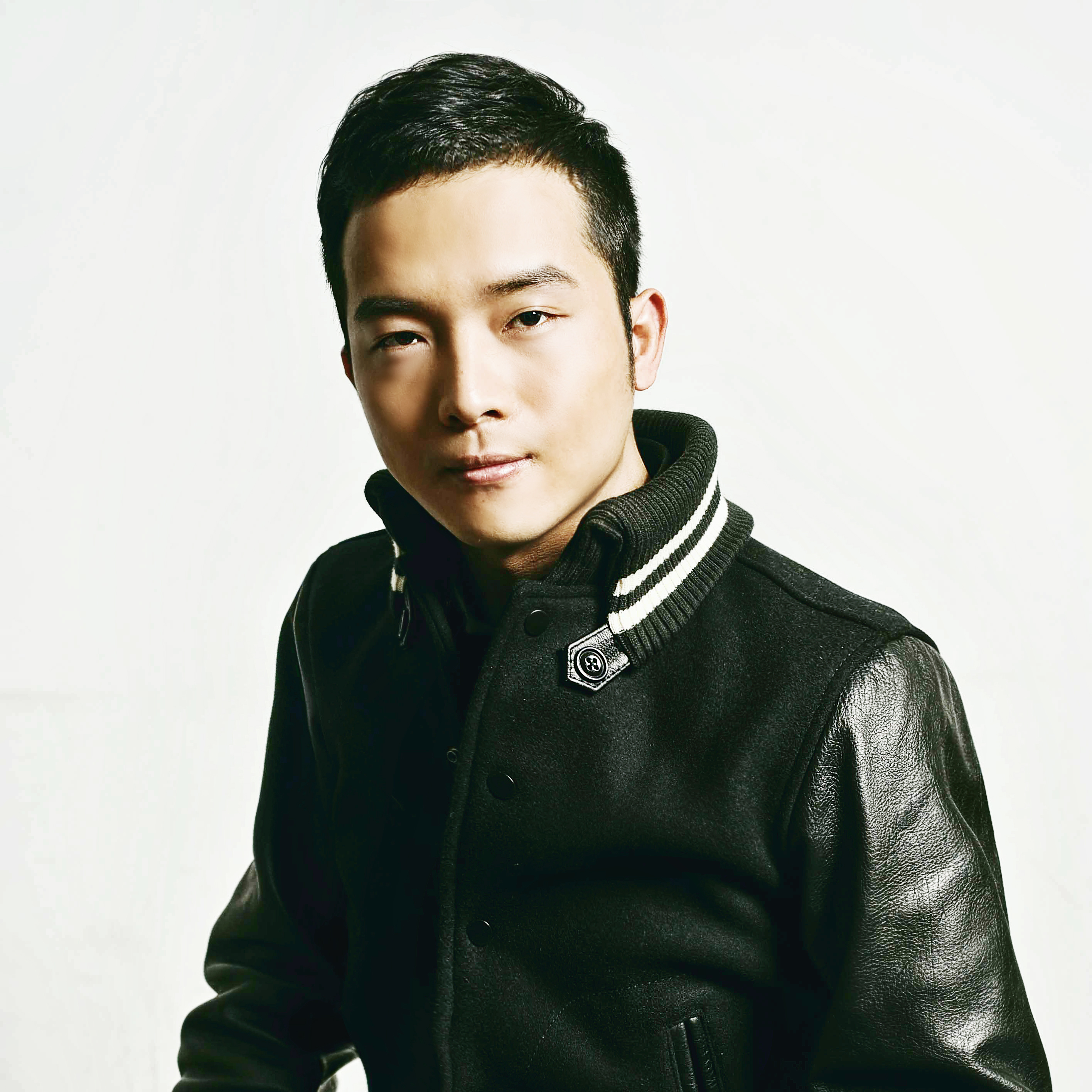
Zhou Chengzhou, 2010

Zhou Chengzhou (chinesisch 周承舟; * 28. Dezember 1982 in Changzhou) ist ein chinesischer Filmregisseur und Fotograf.

## Philosophie
Zhou hat sich seit langem intensiv mit Problemen im Zusammenhang mit dem geistigen und spirituellen Wohlbefinden von Einzelpersonen beschäftigt und seine Recherche und beruflichen Aktivitäten auf solche Krankheiten konzentriert. Auch Zhou Chengzhous künstlerische Theorie dreht sich um die Konzepte von Industrie, Urbanisierung und Marginalisierung. Zhou's Arbeit als Künstler, Filmemacher und Schriftsteller zeigt Entfremdung – zwischen Menschen, Orten und einer „umfassenderen und gleichförmigen Kultur“.

## Leben und Werk
Als Zhou Chengzhou sieben Jahre alt war, lehrte ihn sein Vater den Umgang mit einer Filmkamera. Nachdem er seinen Abschluss in chinesischer Sprache und Literatur an der Peking University im Jahr 2005 erworben hatte, widmete er mehrere Jahre der Entwicklung von Schuhen. Während dieser Zeit wurde seine Leidenschaft für die Fotografie erneut entfacht, als er über 200.000 Bilder der Schuhe machte, um sie online zu bewerben.
Im Jahr 2015 verlagerte er seinen Fokus auf die Fotografie und fotografierte bei der Paris Fashion Week im Jahr 2016. Anschließend wurde er offiziell Fotograf. Sein erstes größeres Projekt waren Fotos von riesigen Ingenieursprojekten und Hochgeschwindigkeitszuginfrastrukturen mit Drohnen aufnahm. Mit wachsender Erfahrung strebte er danach, sich von traditionellen fotografischen Konzepten zu lösen und seinen eigenen Stil zu entwickeln. Themen und Motive seiner fotografischen Arbeiten sind Probleme und Folgen der Industrialisierung und der Urbanisierung und die Marginalisierung von Außenseitern der Gesellschaft oder randständiger Bevölkerungsgruppen.
Sein erster Film Sub-subconcious (2020) gewann den Preis für den besten Publikumsfilm auf dem 13. Festival del cinema patologico in Rom sowie den Jury-Preis beim LA Underground Film Forum in Los Angeles. Er wurde für das Adirondack Film Festival und für das Jelly Film Festival nominiert.

## Filmografie
- 2020: Sub-subconscious, Kurzfilm
- 2021: Unreflex Land, Kurzfilm
- 2022: Time provider
- 2022: Times paradise, Kurzfilm
- 2022: Brick hauling
- 2023: Irises bloom

## Auszeichnungen und Ehrungen
- The Lensculture Summer open Awards 2022, Winner[7]
- The 1x photo awards 2017/18, Winner[8]
- Aesthetica Art Prize 2019 and 2023, Finalist[9]
- Photofest with National Geographic award 2019, Winner
- Lensculture Art photography award 2018, Finalist[10]
- 5th FAPA Award, Finalist[11]

## Ausstellungen
- 2023: LensCulture-Ausstellung im Somerset House während der Photo London 2023[12]
- 2023: Times paradise - Aesthetica Art Prize 2023 in der York Art Gallery, 2023[13]
- 2023: Times paradise – 798 Art Zone, IDEAL GAS, 2023[1]
- 2020: Wohin ging der Müll? – Ausstellung in Today Art Museum, 2020[14]
- 2019: Beyond Boundaries – LensCulture-Ausstellung in der Aperture Gallery im Jahr 2019[15]
- 2019: Under the Consciousness - Aesthetica Art Prize 2019 Ausstellung in der York Art Gallery, 2019[16]
- 2019: Ein Planet im Gleichgewicht – Photofest, San Miguel (Mexico)[17]

## Bücher
- Times paradise, 2024[18]